# Wyższe Seminarium Duchowne Karmelitów Bosych w Krakowie
Wyższe Seminarium Duchowne Braci Bosych NMP z Góry Karmel w Krakowie – Wyższe Seminarium Duchowne Karmelitów (OCD), przy Kościele Konwentualnym Niepokalanego Poczęcia Najświętszej Maryi Panny i Klasztorze Karmelitów Bosych w Krakowie.

## Historia
W 1911 roku w Krakowie, przy ul. Rakowickiej, erygowano klasztor karmelitów, przy którym ustanowiono Kolegium Teologiczne. W 1920 roku polska prowincja karmelitów uzyskała samodzielność. W latach 1932–1938 zbudowano Kolegium Filozoficzno-Teologiczne we Lwowie, które w 1939 roku rozpoczęło działalność. Z powodu wojny studia kontynuowano w Wadowicach, Krakowie i Czernej.
W 1952 roku w Poznaniu ustanowiono Kolegium Filozoficzne. W 1993 roku polską prowincję podzielono na dwie prowincje: Krakowską i Warszawską. Również rozdzielono studia na: Kolegium Filozoficzne w Lublinie (związane z KUL) i Kolegium Teologiczne w Krakowie (związane z Papeską Akademią Teologiczną).
W 2013 roku z połączenia kolegiów Filozoficznego i Teologicznego – utworzono Wyższe Seminarium Duchowne.